# 翅茎玄参
翅茎玄参（学名：Scrophularia umbrosa）为玄参科玄参属下的一个种，分佈於歐亞大陸。

## 扩展阅读
維基物種上的相關：翅茎玄参